# در قابی خالی‌مانده
در قابی خالی‌مانده نمایشنامه‌ای نوشتهٔ محمد چرمشیر است، که در سال ۱۳۸۰، توسط کتاب نیستان در مجلد گزیده ادبیات معاصر، همراه با نمایشنامه‌های ناتمام و ابر در فنجان به‌چاپ رسیده است. چرمشیر این نمایشنامه را در سال ۱۳۶۶ نوشته است.